# Ludwig Storch
Pour les articles homonymes, voir Storch.
Bernhard Ludwig Storch (né le 14 avril 1803 à Ruhla et mort le 5 février 1881 à Kreuzwertheim) est un poète et écrivain allemand et un ami de longue date de Ludwig Bechstein.

## Biographie
Ludwig Storch est le fils d'un médecin à Ruhla. Au 1er janvier 1817, il doit commencer un apprentissage à Erfurt, dont il est libéré après 15 mois en raison d'« un emploi secondaire poétique ». Après avoir fréquenté les lycées de Nordhausen et Gotha, il commence à étudier la théologie et la philosophie à l'Université de Göttingen, qu'il abandonne après un court laps de temps. Le 15 février 1825, il épouse Ernestine Schramm, mère de ses deux fils.
À partir de ce moment, il commence sa carrière d'écrivain. Au total, il publie plus de 50 œuvres, y compris des descriptions de paysages, des nouvelles, des ballades et des poèmes. À l'instigation de son ami Alexander Ziegler (de), il écrit des poèmes en dialecte de Ruhla à partir de 1863.
Sa maison d'édition et sa société d'impression de livres, fondée en 1841, font faillite trois ans plus tard. En 1850, il fonde une école maternelle à Nordhausen, dont la poursuite est interdite par le gouvernement prussien. Il suit une vie itinérante dans les états allemands, en particulier en Thuringe.
En 1866, il s'installe avec sa femme à Kreuzwertheim, où il décède en 1881 en tant que retraité de la Fondation Schiller des suites d'un AVC.

## Œuvres (sélection)
- Lotar Köllner (éd.), « Ludwig Storch, poèmes et textes », Sélection de "Poetic Estate" et d'autres œuvres, Löhr Verlag, Ruhla 2002.